# La résurrection de Lazare
La résurrection de Lazare è un cortometraggio del 1910 diretto da Georges Hatot e Victorin-Hippolyte Jasset.

## Trama
Marta e Maria, sono le due sorelle di Lazzaro. Gesù parte per un viaggio, durante la sua assenza Lazzaro si ammala ma nonostante gli sforzi per salvarlo muore con grande dolore e disperazione di Marta e Maria. Lazzaro viene portato alla tomba, seguito da Marta e Maria. Marta e Maria sono molto addolorate perché Gesù non è lì con loro. Mentre Maria è li sola che piange tristemente, improvvisamente gli appare davanti una visione del suo Signore Gesù. Gesù gli dice di stare serena, poiché Egli è in grado di porre fine alle sue pene. Gesù ritorna e per la strada vicino alla casa di Marta e Maria incontra Maria, che gli racconta la triste storia del fratello. Gesù gli chiede di accompagnarlo insieme a Marta, alla tomba di Lazzaro. Arrivati alla tomba Gesù si avvicina e dopo una preghiera al Padre; comanda a Lazzaro di venire fuori. Lazzaro risorge.